# Рахлин, Михаил Анатольевич
Михаил Анатольевич Рахлин (род. 7 июня 1977, Ленинград) — заслуженный тренер России, Заслуженный работник физической культуры Российской Федерации (2020), президент Федерации дзюдо Санкт-Петербурга (с 2018 года) и Санкт-петербургской региональной общественной организации «Клуб Дзюдо Турбостроитель». Основатель Фонда поддержки и развития дзюдо им. Анатолия Рахлина и СДЮСШОР по дзюдо им. Анатолия Рахлина. Член Общественной палаты Санкт-Петербурга.

## Биография
Михаил Рахлин родился 07 июня 1977 года в Ленинграде в семье Анатолия Рахлина, российского тренера по дзюдо, заслуженного работника физической культуры Российской Федерации, заслуженного тренера Российской Федерации, вице-президента Федерации дзюдо РФ.
Проходил службу в рядах Российской армии в Спортивном клубе Армии ЛВО, майор запаса. Окончил РГПУ им. А.И. Герцена, НГУ им П.Ф. Лесгафта и Северо-Западный Институт Управления РАНХиГС при Президенте РФ. Кандидат педагогических наук. Обладатель 6 дана по дзюдо.
Тренерско-педагогической деятельностью занимается с 1996 года. С 2008 года — главный тренер сборных команд Санкт-Петербурга по дзюдо. За 19 лет своей тренерской работы подготовил пять заслуженных мастеров спорта, порядка 50 мастеров спорта, включая четырех мастеров международного класса. Воспитанники Михаила Рахлина добиваются высших результатов на чемпионатах и первенствах России, Европы и мира. Михаил Рахлин является наставником Олимпийского чемпиона Тагира Хайбулаева и бронзового призера Олимпийских игр Мадины Таймазовой.  
Активно участвует в общественной деятельности, направленной на стимулирование интереса у молодежи к активным занятиям спортом, популяризацию дзюдо в России и воспитание достойных граждан нашей страны. Развивает собственные благотворительные проекты в поддержку молодых спортсменов. Является продолжателем славных традиций ленинградской школы дзюдо, заложенных его отцом, легендарным тренером Анатолием Рахлиным.
Указом Президента Российской Федерации от 11 ноября 2019 года награжден орденом Почета за заслуги в развитии физической культуры и спорта, активную общественную деятельность. 
В 2020 году Михаилу Рахлину было присвоено почетное звание  «Заслуженный работник физической культуры Российской Федерации».
Отмечен нагрудным знаком «За заслуги в развитии физической культуры и спорта Санкт-Петербурга», Почетной грамотой Комитета по физической культуре и спорту, Благодарностью от Законодательного собрания Санкт-Петербурга. Является официальным представителем федерации дзюдо России по Санкт-Петербургу.
В 2024 году являлся доверенным лицом кандидата в президенты России Владимира Путина.
Женат, воспитывает дочь и сына.

## Награды
- Орден Александра Невского (6 сентября 2024) — за большой вклад в развитие и популяризацию дзюдо в Российской Федерации, активную общественную деятельность[4]
- Орден Почёта (11 ноября 2019) — за заслуги в развитии физической культуры и спорта, активную общественную деятельность[5].
- Заслуженный работник физической культуры Российской Федерации (14 октября 2020) — за заслуги в развитии физической культуры и спорта, активную общественную деятельность[6].
- Почетная грамота Президента Российской Федерации (12 октября 2022) - за заслуги в развитии физической культуры и спорта, активную общественную деятельность.